# Croton cycloideus
Croton cycloideus là một loài thực vật có hoa trong họ Đại kích. Loài này được Borhidi & O.Muñiz mô tả khoa học đầu tiên năm 1977.